# ار. پل باتلر
ار. پل باتلر (انگلیسی: R. Paul Butler؛ زادهٔ ۱ ژانویهٔ ۱۹۶۰) اخترشناس، و پژوهشگر اهل ایالات متحده آمریکا است.
از فیلم‌ها یا برنامه‌های تلویزیونی که وی در آن نقش داشته‌است می‌توان به بر من حکمرانی کن، نگهبان خواهر من اشاره کرد.
وی همچنین برندهٔ جوایزی همچون نشان هنری دراپر شده‌است.